# Pomorie
Pomorie (bulgariska: Поморие) är en ort i Bulgarien.   Den ligger i kommunen Pomorie och regionen Burgas, i den östra delen av landet, 400 km öster om huvudstaden Sofia. Pomorie ligger 2 meter över havet och antalet invånare är 13 714.